# Pradollano

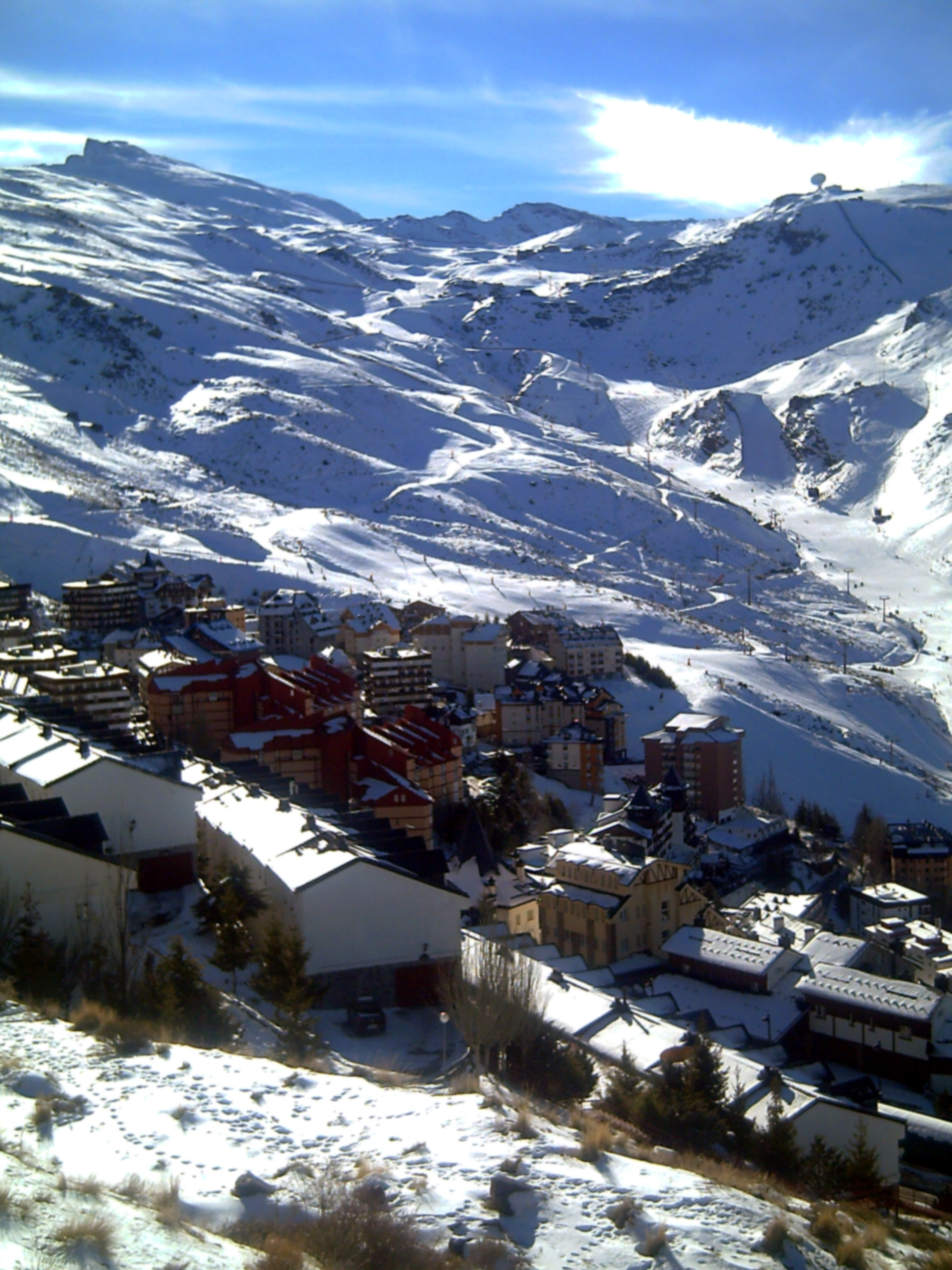
Vista de Pradollano, con el pico Veleta al fondo

Pradollano (u oficialmente Sierra Nevada) es una localidad y pedanía española perteneciente al municipio de Monachil, en la provincia de Granada. Está situada en la parte suroriental de la comarca de la Vega de Granada. Cerca de esta localidad se encuentran los núcleos de Canales, Pinos Genil y Güéjar Sierra. Con sus 2078 m s. n. m., es el núcleo de población ubicado a mayor altitud de toda España.
Pradollano es el único núcleo habitado de la Estación de Esquí de Sierra Nevada, y donde se encuentran todos los servicios principales de esta estación. Dispone de 4500 plazas hoteleras y llega a recibir 14.000 visitantes al día.

## Historia
Pradollano fue fundado conjuntamente con la Estación de Esquí de Sierra Nevada. El lugar ya era conocido con ese nombre, ya que la parte más baja y origen de la localidad es una zona relativamente llana que contrasta con las pendientes de alta montaña que le rodean.
La construcción de la estación la inicia el Ayuntamiento de Granada en 1964 —propietario actualmente de varias de las pistas—, en terrenos comprados a unas monjas Adoratrices. El proyecto de la estación incluía dos núcleos de servicio: Borreguiles, situado a una mayor altitud y rodeado de las pistas, y Pradollano, situado en el punto más bajo de la estación y el único de los dos habitado y que dispone de alojamientos.
El origen del núcleo se situaba en la plaza de Pradollano, junto a la que se sitúan las primeras construcciones entre las que destacan el Hotel Solynieve y el Parador de Turismo. Con el desarrollo de la estación el núcleo fue creciendo siempre montaña arriba.
El mayor cambio de Pradollano desde su fundación se produjo con motivo de la celebración del Campeonato Mundial de Esquí Alpino de 1995. La ampliación realizada entonces es la única ubicada a menor altura de la plaza original.

## Distribución
Pradollano tiene la distribución típica de un pueblo-calle, en el que todos los edificios se aglomeran en torno a una única vía y a unas pocas adyacentes. Esta calle se adapta a la gran pendiente con un trazado típico de alta montaña con varias curvas de herradura, que dividen la calle en siete tramos paralelos entre sí. En algunos puntos existen vías peatonales que mediante escaleras conectan los diferentes tramos de la misma calle entre ellos. La mayor parte de los edificios de la vía principal son hoteles y edificios de apartamentos.
A la calle principal se unen las plazas, situadas en la parte más baja de la localidad: la plaza de Pradollano, y junto a ella en una posición algo más baja la plaza de Andalucía, núcleo de la ampliación realizada para el Campeonato Mundial de Esquí Alpino de 1995 y actual centro de la vida de la estación de esquí, donde se encuentran las taquillas y desde donde parte el recorrido de los esquiadores. Bajo esta plaza se sitúa el aparcamiento, que distribuye en cuatro plantas 2.644 plazas.

## La vida en Pradollano
Orientado exclusivamente a la práctica del esquí y el aprovechamiento turístico, casi la totalidad de los edificios e instalaciones que lo componen se dedican a este fin. La población fija se compone principalmente de trabajadores ligados a la estación.

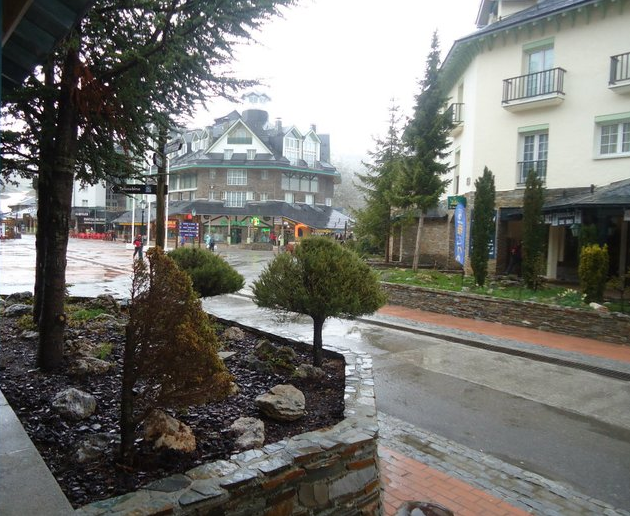
Pradollano, en primavera

Los hoteles y edificios de apartamentos que componen Pradollano tienen un cierto estilo común, dominado por las formas rectas, el uso de la madera y los tejados a dos aguas de pizarra, siendo uno de los más representativos El Lodge. Muchos de los primeros edificios que conservan este estilo fueron realizados por el mismo arquitecto, Jesús del Valle. Numerosos edificios, en especial los más cercanos a las plazas de la estación, disponen de bajos comerciales normalmente dedicados a los esquiadores, como alquiler y venta de material deportivo o restaurantes. Algunos de estos comercios se ubican en galerías cubiertas, que protegen del clima de alta montaña.
Además de los edificios dedicados a alojamiento, están los dedicados a servicios de la estación: clínicas, guarderías, oficinas, escuelas de esquí... El único edificio construido para uso de los habitantes de Pradollano es el colegio público, llamado CEIP Esquí-Escuela.
En la zona más alta, a 2.320 m s. n. m., existe un Centro de Alto Rendimiento Deportivo (CARD) de 22.000 m² de superficie diseñado para facilitar el entrenamiento de deportistas de élite a grandes alturas. Aún a más altitud y algo alejado del resto del núcleo se encuentra la «Hoya de la Mora», donde se sitúan un albergue universitario, un cuartel de alta montaña perteneciente al Ejército y el Jardín Botánico Universitario de Sierra Nevada.
Durante los meses en los que la estación está cerrada, la mayor parte de Pradollano queda sin actividad alguna y los servicios a sus habitantes son escasos, aunque continúa siendo el punto de origen de la práctica de deportes de montaña.

## Demografía
Según el Instituto Nacional de Estadística de España, en el año 2023 Pradollano contaba con 298 habitantes censados.